# Arealdiagnose
Die Arealdiagnose (lat. arealis („Fläche, begrenzter Raum“); gr. diagnosis („Beurteilung“)) ist ein vor allem in der Pflanzengeographie gebräuchlicher Begriff. Meist wird damit eine Charakterisierung eines Gebietes über formelartige Kurzformen gemeint.

## Diagnosekriterien
Die drei Kriterien der Arealdiagnose sind nach Meusel, Jäger und Weinert: „Zonalität, Ozeanität und Höhenstufenbindung“. Diese werden erst einzeln und anschließend im Zusammenhang erarbeitet. So lautet beispielsweise die Arealdiagnose für die Pflanze Frauenmantel: meridional/alpin – temperat/montan bis boreal im ozeanischen Europa und Westasien.